# Rue Albert-Thomas
Pour les articles homonymes, voir Thomas.
La rue Albert-Thomas est une voie du 10e arrondissement de Paris, en France.

## Situation et accès
La rue Albert-Thomas commence 5, rue Léon-Jouhaux et finit 2, place Jacques-Bonsergent et 32, rue de Lancry dans le 10e arrondissement de Paris.
Le quartier est desservi par la ligne 5 à la station Jacques Bonsergent.

## Origine du nom

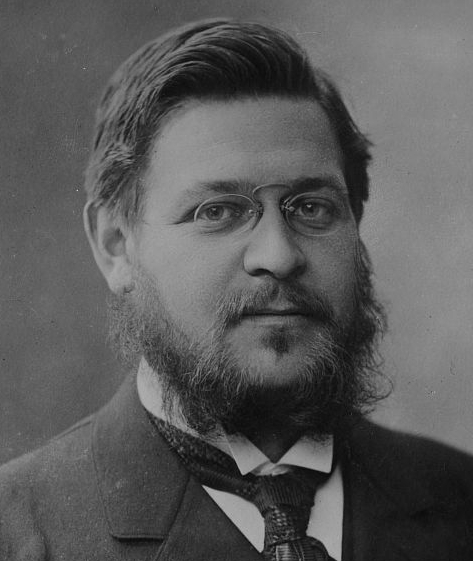
Albert Thomas.

Elle a été rebaptisée par arrêté du 29 juillet 1970 en hommage à Albert Thomas (1878-1932), homme politique français.

## Historique
La rue Albert-Thomas est une portion de l'ancienne « rue des Marais » et, plus anciennement, de la « rue des Marais-du-Temple », appelée aussi « rue des Marais-Saint-Martin » qui se prolongeait par l'actuelle place Jacques-Bonsergent dans l'actuelle rue de Nancy dont elle a été séparée par la percée du boulevard de Magenta. Elle prend sa dénomination actuelle par un arrêté du 29 juillet 1970.

## Bâtiments remarquables et lieux de mémoire

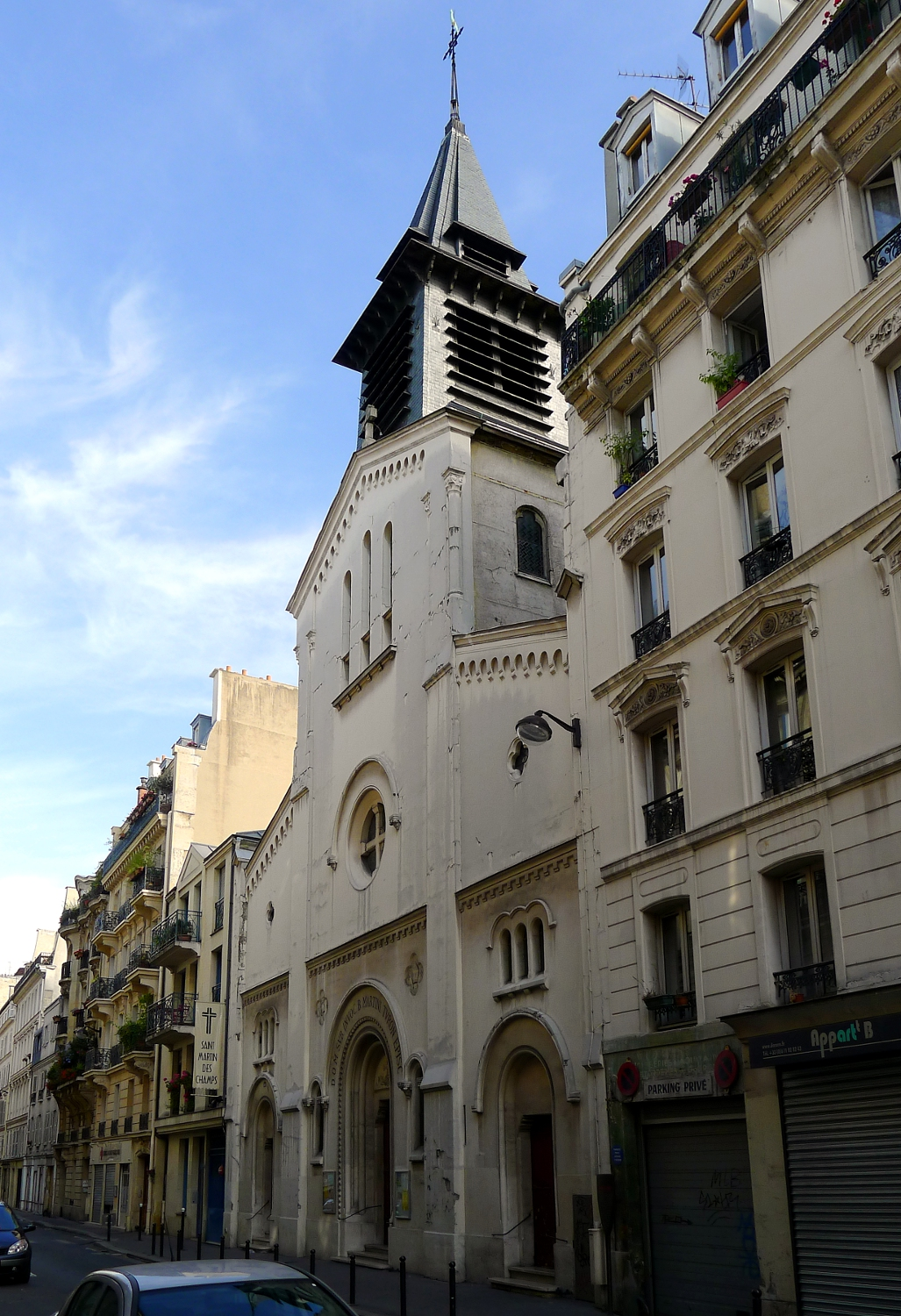
Église Saint-Martin-des-Champs.

- No 36 : église Saint-Martin-des-Champs (1854-1856) construite par Paul Gallois en style romano-byzantin. Son clocher a été ajouté en 1933. À l’intérieur, les peintures sont de Lerolle pour le chœur et de Villé pour les bas-côtés.